# Vermand (tổng)
Tổng Vermand là một tổng ở tỉnh Aisne trong vùng Hauts-de-France.

## Địa lý
Tổng này được tổ chức xung quanh Vermand thuộc quận Saint-Quentin. Độ cao thay đổi từ 60 m (Caulaincourt) đến 152 m (Pontru) với độ cao trung bình 95 m.

## Các đơn vị cấp dưới
Tổng Vermand gồm 24 xã với dân số là 9 312 người (điều tra năm 1999, dân số không tính trùng)
| Xã                     | Dân số | Mã bưu chính | Mã insee |
| ---------------------- | ------ | ------------ | -------- |
| Attilly                | 397    | 2490         | 02029    |
| Beauvois-en-Vermandois | 306    | 2590         | 02060    |
| Caulaincourt           | 121    | 2490         | 02144    |
| Douchy                 | 150    | 2590         | 02270    |
| Étreillers             | 1 105  | 2590         | 02296    |
| Fayet                  | 580    | 2100         | 02303    |
| Fluquières             | 197    | 2590         | 02317    |
| Foreste                | 143    | 2590         | 02327    |
| Francilly-Selency      | 435    | 2760         | 02330    |
| Germaine               | 67     | 2590         | 02343    |
| Gricourt               | 739    | 2100         | 02355    |
| Holnon                 | 1 334  | 2760         | 02382    |
| Jeancourt              | 263    | 2490         | 02390    |
| Lanchy                 | 63     | 2590         | 02402    |
| Maissemy               | 194    | 2490         | 02452    |
| Pontru                 | 276    | 2490         | 02614    |
| Pontruet               | 324    | 2490         | 02615    |
| Roupy                  | 262    | 2590         | 02658    |
| Savy (Aisne)           | 704    | 2590         | 02702    |
| Trefcon                | 95     | 2490         | 02747    |
| Vaux-en-Vermandois     | 131    | 2590         | 02772    |
| Vendelles              | 127    | 2490         | 02774    |
| Le Verguier            | 230    | 2490         | 02782    |
| Vermand                | 1 069  | 2490         | 02785    |

## Biến động dân số
| 1962                                                     | 1968  | 1975  | 1982  | 1990  | 1999  |
| -------------------------------------------------------- | ----- | ----- | ----- | ----- | ----- |
| 6 856                                                    | 7 312 | 8 735 | 8 948 | 9 134 | 9 312 |
| Nombre retenu à partir de 1962 : dân số không tính trùng |       |       |       |       |       |